# J.S. Woodsworth

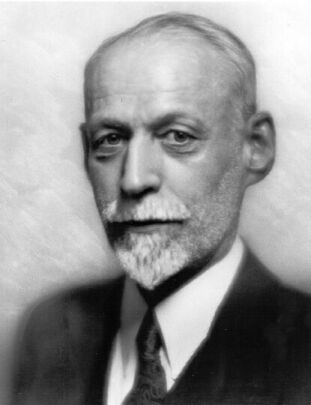
James Shaver Woodsworth

James Shaver (J.S.) Woodsworth (Etobicoke Applewood Farm, 29 juli 1874 - Vancouver, 21 maart 1942) was een Canadese journalist en politicus.
 
Hij was de pionier in de Canadese sociaaldemocratische beweging. Zo stichtte en was hij de eerste leider van de Cooperative Commonwealth Federation, een sociaaldemocratische partij die later de New Democratic Party zou vormen.
- Gemeinsame Normdatei: 124234585
- International Standard Name Identifier: 0000 0001 0984 7011
- Library of Congress Control Number: nr91023593
- Nationale Bibliotheek van Tsjechië: mzk2004261351
- Nationale Bibliotheek van Israël: 987007294907705171
- Nederlandse Thesaurus van Auteursnamen: 117371939
- SNAC: w60869pj
- Système universitaire de documentation: 088465438
- Virtual International Authority File: 69855923
- WorldCat: E39PBJktrKMYK6HXBp4rxHwXBP